# حصار كابوا
كان حصار كابوا عملية عسكرية ضمت دويلات جنوب إيطاليا القروسطي، بدأ في مايو 1098 ودام أربعين يومًا. كان الحصار ذو أهمية تاريخية بسبب العدد الكبير من الشخصيات التي شهدته وعسكريًا بسبب التعاون بين قوات النورمان والمسلمين الذي استلزمه الحصار.